# STICHWORT – Archiv der Frauen- und Lesbenbewegung
STICHWORT – Archiv der Frauen- und Lesbenbewegung (kurz: STICHWORT) ist ein 1983 in Wien gegründetes Archiv mit Bibliothek der Frauen- und Lesbenbewegung. Es will die „Vielfalt feministischer Ideen und Kämpfe aufzeigen und bewahren“. Betrieben wird STICHWORT vom Verein Frauenforschung und weiblicher Lebenszusammenhang.

## Beschreibung
STICHWORT sammelt Literatur zur Frauen- und Geschlechterforschung, zu Frauenbewegungen, Lesbenforschung, Queer-Studies und hat circa 750 österreichische Frauengruppen dokumentiert. Im Archiv und der Bibliothek sind Flugblätter, Broschüren, Bücher, Internationale Zeitschriften, Plakate, Ton- und Bilddokumente, Selbstdarstellungen und Protokolle vorhanden.
Die Bibliothek besitzt derzeit (Stand: November 2012) 14.000 Publikationen und andere Medien, zum Beispiel eine Videosammlung mit rund 500 Filmen, in deutscher und englischer Sprache zu allen Gebieten der Frauenforschung. Darunter sind etwa 700 Frauenzeitschriften, die die letzten vier Jahrzehnte umfassen. Darüber hinaus gibt es eine Sammlung Grauer Literatur, Forschungsberichte, Typoskripte, Projektkonzepte, Hochschulschriften und vieles mehr.
Publikationen, die vor 1966 erschienen, waren zum Stand November 2012 im Antiquariat der Bibliothek etwa 700 Titeln untergebracht. Das Antiquariat enthält Romane und Erzählungen, Memoiren, Briefsammlungen und „klassische Frauenliteratur“. Das älteste Buch stammt aus dem Jahr 1828; außerdem gibt es zwei Bücher von 1855 und 1864. Eine „einzigartige Sammlung“ unter den deutschsprachigen Frauenarchiven sind die etwa 120 Transparente, die auf Veranstaltungen und Demonstrationen benutzt wurden.
Ein feministischer Informationsdienst von STICHWORT besteht seit September 1999. Er soll der größeren Nachfrage für weltweite Informationsbeschaffungen dienen und ist für alle an der Theorie, Praxis und Forschung Interessierten zugänglich: Redaktionen, frauenpolitische Institutionen, Verlage, Wissenschaftler, Agenturen und andere.
Eine gedruckte Zeitschrift mit dem Titel STICHWORT Newsletter erscheint halbjährlich; sie enthält unter anderem Informationen über Veranstaltungen.

## Aktivitäten (Auswahl)
Das Internationale Homo/Lesbisch Informationszentrum und Archiv (IHLIA) hatte im August 2012 eine internationale Konferenz der LGBT-Bibliotheken und Archive in Amsterdam organisiert, an der sich STICHWORT beteiligte.
Die größte österreichische Veranstaltung und Demonstration wurde von STICHWORT in Kooperation mit der Buchhandlung ChickLit organisiert und fand im März 2011 statt. Dabei wurde das 100-jährige Jubiläum „demonstrativer Frauenforderungen“ gefeiert.